# Leandro Navarro Benet
Leandro Navarro Benet (Madrid, 1900-Madrid, 1974) fue un dramaturgo y guionista de cine español.

## Biografía
Nacido el 25 de agosto de 1900 en Madrid, era hijo del ingeniero agrónomo Leandro Navarro y Pérez. Escribió obras junto con Adolfo Torrado. Navarro Benet, que escribió también guiones de cine, falleció en Madrid hacia comienzos de 1974. Tuvo al menos una hija con Amalia Ungría Gargallo.